# St. Antönien
St. Antönien (ve walserské němčině Santa(n)töniä) je bývalá samostatná obec ve švýcarském kantonu Graubünden, okresu Prättigau/Davos, v nadmořské výšce 1 459 metrů. Má přibližně 300 obyvatel.
K 1. lednu 2016 se St. Antönien sloučil pod obec Luzein a tvoří tak její součást.

## Geografie a klima

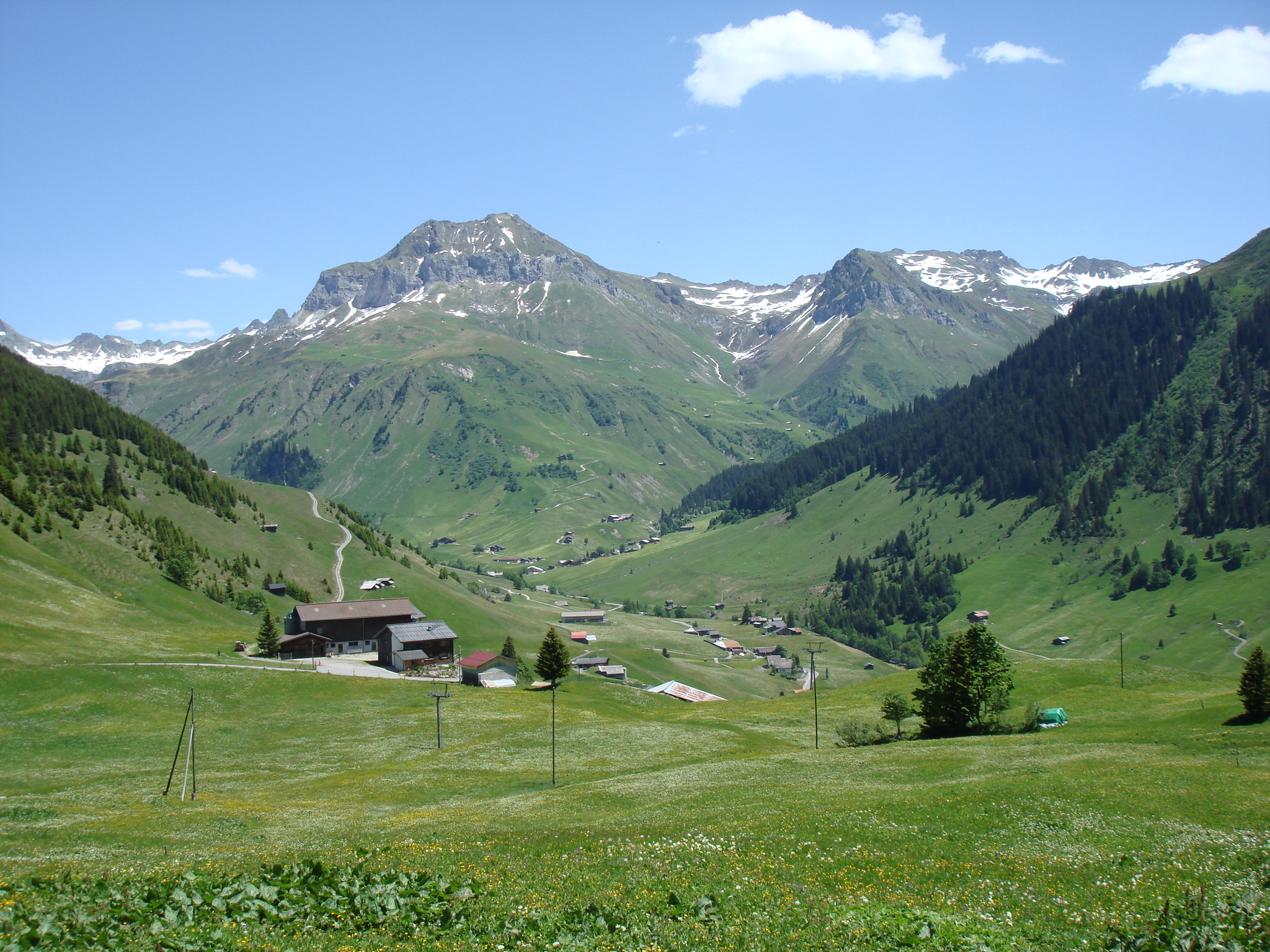
Osada Ascharina s pohořím Rätikon

Bývalá obec leží v údolí St. Antöniental, severním bočním údolí Prättigau, které odvodňuje řeka Schanielabach. Zahrnuje nejhořejší část údolí Partnunertal, zleva se k němu připojuje Gafiertal, údolí se rozšiřuje pod soutokem a Ascharina se nachází směrem k Schanielatobelu pod Eggerbergem. Na severu a východě hraničí obec s Rakouskem na hřebeni Rätikonu. Nejvyššími horami tohoto řetězce, který tvoří rozvodí proti Montafonu, jsou Sulzfluh (2 817 m n. m.) na severu, Schijenflue (2 625 m n. m.) na severovýchodě a Madrisahorn (2 826 m n. m., nejvyšší bod obce) na jihovýchodě. Směrem na západ a jihozápad tvoří přirozenou hranici údolí hory Schafberg, Chüenihorn a Chrüz.
Z geologického hlediska se zde vyskytují tři útvary, prättigauský flyš z období křídy tvoří vegetací pokryté vrcholy do výšky asi 2 450 m n. m. Vápencové pásmo pokrývá flyš v oblasti Rätschen, Sulz a Schijenflue. Na jihu leží nad vápencovým pásmem krystalická pokrývka Silvretta, která tvoří vrcholy Schollberg, Gämpiflue a Madrisa. Aschüeler Sattel je pozůstatkem ledovcového údolí, které se otevřelo směrem na západ. Teprve mnohem později se podobným směrem vydal i Schanielabach, který přicházel od Partnuna, ale prokopal si cestu na jih.
V St. Antönien během roku spadne 1 386 milimetrů srážek, z nichž třetina připadá na letní měsíce červen, červenec a srpen. Zima je sněhová a průměrné měsíční teploty se pohybují mezi -5,5 a 12,8 °C. Ve vysoko položeném údolí, kde je málo mlh, svítí slunce v lednu v průměru 105 hodin měsíčně a v červenci 171 hodin.
Rozptýlené osídlení se skládá z velkého počtu jednotlivých zemědělských usedlostí. Pouze v centru obce, na náměstí (1 420 m n. m.), je zástavba hustší. Nejvýznamnějšími usedlostmi jsou Aschüel, Schwendi, Meierhof a Büel na pravém břehu potoka Schaniela a Litzirüti, Sunnirüti a Stapfen na druhé straně údolí na dolním toku potoka Gafier, stejně jako Ascharina dále po proudu potoka Schaniela. Největší osadou v údolí Partnunertal je Partnunstafel (1 763 m n. m.). V údolí Gafiertal se nachází několik celoročně neobydlených osad.
Z celkové rozlohy bývalé obce 52,28 km² je 5,94 km² pokryto lesy a háji, 26,97 km² je zemědělsky využitelných, z toho 23,37 km² jako horské louky a pastviny. Dalších 18,90 km² tvoří neproduktivní plochy, většinou v podobě hor, a 0,47 km² je zastavěná plocha.
Sousedními obcemi byly Saas im Prättigau, Küblis, Luzein, Schiers a (v rakouské spolkové zemi Vorarlbersko) Tschagguns a St. Gallenkirch.

## Historie

Údolí St. Antönienu v zimě

V Sulzfluhu se nachází jeskynní systém s několika vchody. Od konce 70. let 20. století byly prozkoumány přibližně 4 kilometry dlouhé chodby ve vápenci a byly nalezeny kosti a zuby jeskynního medvěda. Pozůstatky nalezené v Abgrundhöhli, Chilchhöhli a Seehöhli jsou staré 80 000 až 120 000 let.
Před rokem 1300 bylo údolí neobydlené a, jak dokládají názvy polí, bylo využíváno níže položenými římskými osadami. Prvními doloženými majiteli byli baroni z Vazu (1250–1338), kteří v této době drželi také kolaturu jenazského kostela. Po vymření rodu Vazů a jejich nástupců, hrabat Toggenburgů, připadl Castels rodu Matschů. Montfortové a baroni ze Saska získali nadvládu nad Ascharinou a Rujanou, čímž se na dlouhá staletí vytvořila hranice, tzv. Schanielabach.
Na popud vrchnosti se ve 14. století stěhovali Walserové z Klostersu nejprve přes Aschariner Alp do Gafiertalu a poté osídlili Parnun a Aschüel. Údolí bylo dobýváno shora ve stylu rozptýleného osídlení Walserů. Hospodáři udělili walserské obci dolní dvůr a další práva svobody.
Strmé svahy, hustě zalesněné až po hranici lesa, byly vykáceny pro melioraci a pro stavební a palivové dřevo. Když se kolem roku 1370 hledalo místo pro stavbu kostela, nemuselo se ještě počítat s lavinovým nebezpečím, ale rozhodlo se, že se nebude stavět v „Meierhofu“, i když by byl v té době umístěn více v centru. Tam se však dalo očekávat padání skal z Eggbergu, stavbě v lokalitě „Platz“ tak nestálo nic v cestě. Nový kostel byl pobočkou Jenazu.
V roce 1799, během francouzských válek, táhli Rakušané pod vedením generála von Hotze z oblasti Schrunsu přes průsmyky u St. Antönien a přes Luzein vpadli do Prättigau.

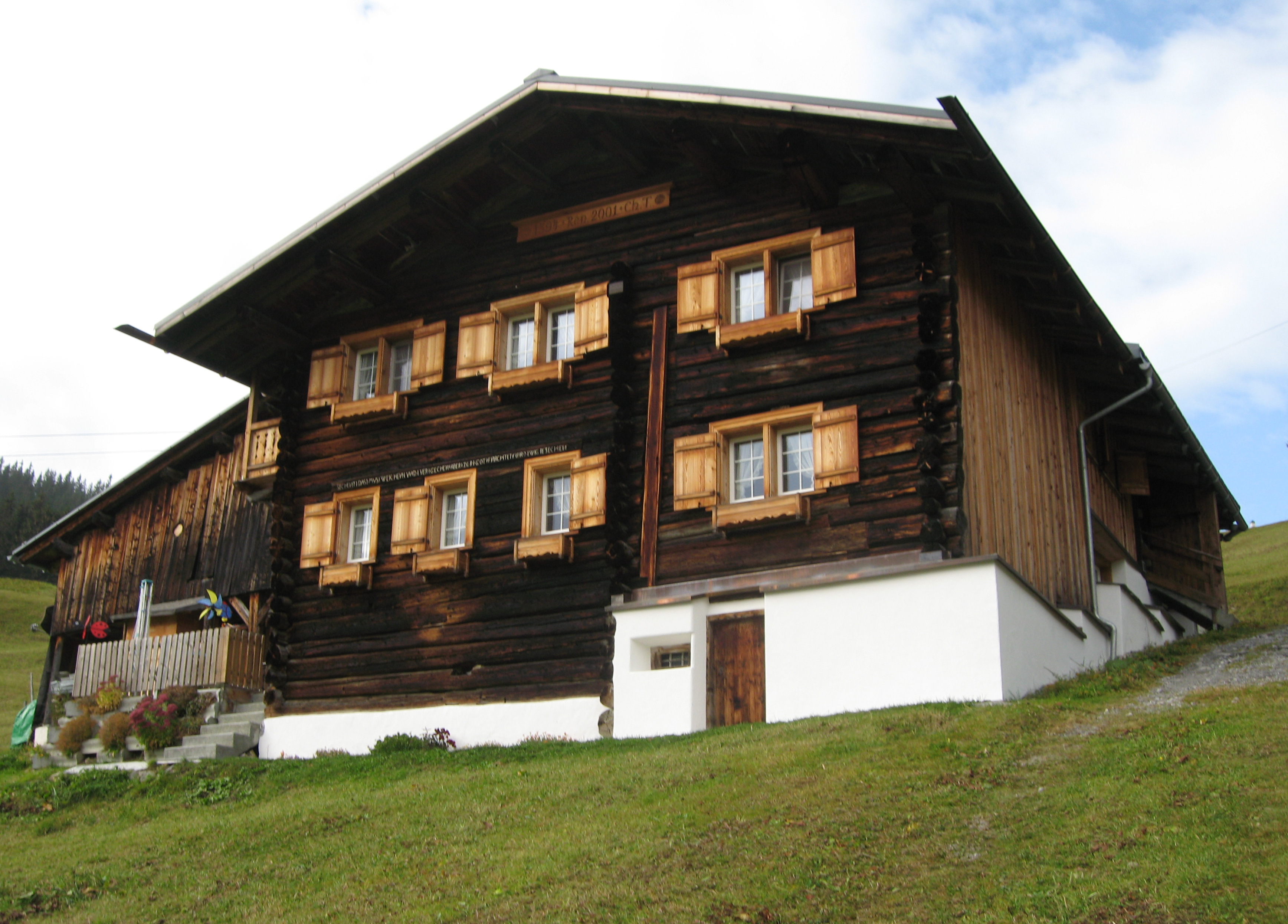
Tradiční architektura v obci

Během druhé světové války byl od roku 1940 vybudován hlavní silniční zátaras Fröschenei – Gadenstätt – Chrüz – Stelserberg, který měl zabránit možnému obejití pevnosti Sargans přes průsmyky u St. Antönien. Celkem bylo pro zátarasy vybudováno dvanáct dobře maskovaných zákopů a bunkrů.
V lavinové zimě roku 1951 zasáhla 20. ledna osadu Meierhof lavina. Vznikla pod Chüenihornem a poškodila nebo zničila 42 budov, včetně devíti domů. Zasypáno bylo deset lidí, z nichž devět se podařilo zachránit. Jedna osoba byla zabita. Kromě toho zahynulo 50 kusů hospodářských zvířat. Po lavinové zimě v roce 1951 byly v St. Antönien postaveny první velké lavinové bariéry ve Švýcarsku.
Samostatná obec St. Antönien, která existovala do konce roku 2015, vznikla dvěma sloučeními obcí v letech 1979 a 2007. V roce 1979 došlo ke sloučení obcí St. Antönien Castels (do roku 1953 oficiálně Castels) a St. Antönien Rüti (do roku 1953 oficiálně Rüti im Prättigau) do obce St. Antönien. Hranice bývalých obcí byla vyznačena potokem Schanielabach, který vždy odděloval dvory Castels a Klosters. Sloučená obec převzala erb Rüti; Castels měl ve svém znaku také antonínský kříž, ale bez dvou hvězd. Dne 23. února 2006 rozhodli voliči obcí St. Antönien a St. Antönien Ascharina velkou většinou hlasů v obou obcích, že se k 1. lednu 2007 také sloučí pod obec St. Antönien, která nyní zahrnuje celé údolní povodí. Kantonální schválení bylo uděleno 1. září 2006 usnesením parlamentu Graubündenu. Později proběhla také jednání s Klosters-Serneus o dalekosáhlejší fúzi v Prättigau, ale ta byla opět odmítnuta. Místo toho se obec St. Antönien na začátku roku 2016 sloučila s obcí Luzein v údolí Prättigau.

## Obyvatelstvo
| Vývoj počtu obyvatel | Vývoj počtu obyvatel | Vývoj počtu obyvatel | Vývoj počtu obyvatel | Vývoj počtu obyvatel | Vývoj počtu obyvatel | Vývoj počtu obyvatel | Vývoj počtu obyvatel | Vývoj počtu obyvatel | Vývoj počtu obyvatel | Vývoj počtu obyvatel | Vývoj počtu obyvatel | Vývoj počtu obyvatel | Vývoj počtu obyvatel |
| -------------------- | -------------------- | -------------------- | -------------------- | -------------------- | -------------------- | -------------------- | -------------------- | -------------------- | -------------------- | -------------------- | -------------------- | -------------------- | -------------------- |
| Rok                  | 1623                 | 1781                 | 1805                 | 1830                 | 1850                 | 1900                 | 1950                 | 1970                 | 1990                 | 2000                 | 2010                 | 2015                 |                      |
| Počet obyvatel       | 495                  | 435                  | 390                  | 381                  | 360                  | 350                  | 284                  | 365                  | 209                  | 235                  | 376                  | 331                  |                      |

## Doprava
St. Antönien je spojen s Küblis silnicí, po které jezdí každou hodinu autobusová linka Postauto k tamnímu vlakovému nádraží. Zde je možnost přestupu na vlaky Rhétské dráhy.